# シフト (ゲーム会社)
株式会社シフト（英: Shift Inc.） は、神奈川県藤沢市に所在するゲームソフト開発会社。

## 概要
1996年4月、ソニー・コンピュータエンタテインメント（SCE）のクリエイター発掘オーディション「ゲームやろうぜ!」に合格した慶應義塾大学湘南藤沢キャンパスの学生を中心に、制作チーム「Shift」を結成。1999年6月に有限会社シフトとして法人化（資本金300万円）。2006年6月、株式会社に改組。
設立経緯からSCEの開発受託を行っていたが、株式会社に改組後は他社のゲームやスマートフォンアプリの開発も行っている。

## 開発タイトル
| 発売年 | タイトル                                                  | プラットフォーム                                 | 発売元                                 |
| ------ | --------------------------------------------------------- | ------------------------------------------------ | -------------------------------------- |
| 1998年 | XI[sai]                                                   | PlayStation                                      | ソニー・コンピュータエンタテインメント |
| 1999年 | XI[sai] JUMBO                                             | PlayStation                                      | ソニー・コンピュータエンタテインメント |
| 2002年 | XIゴ                                                      | PlayStation 2                                    | ソニー・コンピュータエンタテインメント |
| 2004年 | ピポサルアカデミ〜ア - どっさり!サルゲー大全集 -          | PlayStation Portable                             | ソニー・コンピュータエンタテインメント |
| 2005年 | ピポサルアカデミ〜ア2 −あいあいサルゲ〜ジャンケンバトル!− | PlayStation Portable                             | ソニー・コンピュータエンタテインメント |
| 2006年 | XIコロシアム                                              | PlayStation Portable                             | ソニー・コンピュータエンタテインメント |
| 2009年 | サルゲッチュ ピポサル戦記                                 | PlayStation Portable                             | ソニー・コンピュータエンタテインメント |
| 2010年 | ゴッドイーター                                            | PlayStation Portable                             | バンダイナムコゲームス                 |
| 2010年 | ゴッドイーター バースト                                   | PlayStation Portable                             | バンダイナムコゲームス                 |
| 2010年 | 安藤ケンサク                                              | Wii                                              | 任天堂                                 |
| 2013年 | ゴッドイーター2                                           | PlayStation Vita PlayStation Portable            | バンダイナムコゲームス                 |
| 2014年 | GUNS N' SOULS                                             | iOS                                              | スクウェア・エニックス                 |
| 2014年 | FREEDOM WARS フリーダムウォーズ                           | PlayStation Vita                                 | ソニー・コンピュータエンタテインメント |
| 2015年 | ゴッドイーター2 レイジバースト                            | PlayStation 4 PlayStation Vita                   | バンダイナムコゲームス                 |
| 2015年 | ゴッドイーター リザレクション                             | PlayStation 4 PlayStation Vita                   | バンダイナムコゲームス                 |
| 2019年 | Code Vein                                                 | PlayStation 4 Xbox One Microsoft Windows (Steam) | バンダイナムコエンターテインメント     |